# Borsos Zsolt
Borsos Zsolt (Dorog, 1964. március 9. –) labdarúgó, hátvéd, edző, egyszeres magyar C válogatott. A Dorogi FC történetének leghosszabb ideig játszó tagja és csapatkapitánya.

## Pályafutása

### Labdarúgóként
A Dorog melletti Nagysápon nőtt fel. Igazolt labdarúgó Esztergomban lett 1976-ban és 1981-ben két mérkőzés erejéig már a felnőtt csapatban is bemutatkozott. Egy betegség miatt azonban hosszabb időt ki kellett hagynia, majd 1981-ben leigazolta a Dorogi AC, ahol az ifjúsági csapatban szerepelt. 1982. április 12-én játszotta első felnőtt bajnoki mérkőzését az NB II-ben szereplő dorogi csapat színeiben, a Bp. Építők SC elleni idegenbeli rangadón, ahol a dorogiak 2-0-ra győztek. Edzője Dr. Magyar György volt, játékostársai között pedig olyan klasszis labdarúgók, mint Andrusch József, Arany Mihály, Laczkó István, Knapik István vagy Sikesdi Gábor. Az 1982-1983-as bajnoki évadban már egyre több játéklehetőséget kapott a kezdőcsapatban is. Ekkor szerezte pályafutása legelső bajnoki gólját is, mégpedig a bronzérmes Salgótarjáni BTC elleni mérkőzésen, ahol a dorogiak nem kis meglepetésre és emberhátrányban 3-2-re nyertek. Borsos a második dorogi gólt szerezte, amely egy formás támadást követően, 20 méterről futtából a léc alá bombázva született. Ugyan ebben a szezonban az ő góljával vezetett Baján egészen az utolsó percekig a csapata, amikor a hazaiaknak sikerült kiegyenlíteniük, így 1-1-es döntetlennel zárult a mérkőzés. 1983 augusztusától katonai szolgálatát töltötte és ez idő alatt mint sportszázados, Mezőtúrra vonult be, ahol a helyi honvéd csapat tagja lett. 1985 februárjában szerelt és tért vissza Dorogra. Az 1985-1986-os évadtól kezdve stabil csapattaggá vált posztján. Játékát a megbízhatóság és a lelkes hozzá állás jellemezte. Sallang nélkül, határozottan oldotta meg feladatát és kivette részét a támadásokból is. Kemény, határozott, de nem durva védőjátéka biztos pontot jelentett a csapat szerkezetében. Hosszú pályafutása alatt a dorogi csapat egyik legnagyobb erénye, a kevés bekapott gól volt, amelyben nem kis érdeme volt a játékának is. A pályán és pályán kívül egyaránt kedves, közvetlen és szerény játékos hamar belopta magát vezetői, társai és a szurkolók szívébe. A drukkerek egyik kedvencévé vált, akiről külön rigmust is faragtak. A mérkőzéseken és szurkolói összejöveteleken gyakran zengett a "Borsos Zsolti a legnagyobb király" strófa. A bányászvárosban töltött két évtizednyi pályafutása során a dorogi csapat valamennyi sikerének részese volt, valamint többször nyerte el az év dorogi játékosa címet. 37 évesen fejezte be a dorogi csapatnál a játékot. Levezetésként a Dorog környéki alacsonyabb osztályú csapatokban szerepelt.

### Edzőként
Még aktív dorogi évei alatt edzősködni kezdett és a Dorogi FC előkészítő korosztály edzéseit vezette. 2001-től különböző megyei egyesületeknél játékos-edzőként irányította a csapatokat.

## Sikerei, díjai
Valamennyi sikerét játékosként érte el.
- Bajnoki cím (NB III - 1997)
- Bajnoki ezüstérmes (NB III - 1988)
- Ötszörös bajnoki bronzérmes (NB II - 1982, 1992, 1999, NB III - 1986, 1987)
- Jubileum Kupa-győztes (Nemzetközi kupa - 1989)
- Pünkösd Kupa-győztes (Nemzetközi kupa - 1991)
- Egyszeres magyar C. válogatott (1993)
- Szuper Kupa-győztes (Nemzetközi teremkupa - 1993)
- Négyszeres Magyar Kupa Megyei Kupa-győztes (1990, 1996, 1997, 1999)
- Háromszoros Fair Play-díjas (1991, 1992, 1993)
- Sikeres osztályozó az NB I/B-be jutásért (1997)
- Kvalifikáció az NB I-be (amatőr első osztály) jutáshoz (1999-2000)

## A dorogi klub leghűségesebb tagja
A dorogi klub történetében egyedülállóan a leghosszabb aktív játékos címmel büszkélkedhet. Mint játékos, még a legendás Bárdos Sándor rekordját is túlszárnyalta. A klubhűség mintaképének egyik legkiemelkedőbb alakjává vált, aki nem csak az évek számát tekintve lett rekorder, de az egyesület legkritikusabb időszakaiban is kitartott, akire minden körülmények között lehetett számítani. Hosszú dorogi évei alatt két állandó játékostársa, Belányi István és Harmat József volt. A dorogi klubbal tartja a kapcsolatot. Részt vett az egyesület bajnoki címének tiszteletére szervezett ünnepségen 2013 nyarán, ahol az 1996-1997-es évadban bajnoki címet nyert csapat tagjainak és vezetőinek rendeztek nosztalgia találkozót. A 2013-2014-es szezon egyik hazai mérkőzésén a kezdőrúgást végezte el.

## Érdekesség
A dorogi csapat tagjai között szerepelt Borsos Vilmossal csak névrokonok.

## Családja
Házas, gyermekei Zsolt (1988) és Petra (1992). Hosszú éveken át Dorogon lakott, majd később kertes házra cserélte dorogi panellakását a Dorog melletti Táton. Fia tragikus motorbalesetben vesztette életét 2013 tavaszán.